# Liège-Bastogne-Liège 2015
La 101e édition de Liège-Bastogne-Liège a eu lieu le 26 avril 2015. C'est la treizième épreuve de l'UCI World Tour 2015. La course fait partie des classiques ardennaises et est considérée comme un monument du cyclisme. Elle est organisée par Amaury Sport Organisation (ASO), également organisateur du Tour de France.
Deux-cents coureurs prennent le départ qui se situe à Liège. Le parcours se dirige ensuite vers Bastogne, au sud, puis retourne au nord vers Ans, faubourg de Liège où se dispute l'arrivée, en faisant un détour par Stavelot. Longue de 253 km, l'épreuve comporte de nombreuses côtes principalement concentrées dans les soixante-dix derniers kilomètres.
Plusieurs groupes d'échappée se forment successivement, mais se font rattraper par le peloton. Un groupe de dix coureurs se dispute la victoire au sprint dans l'ascension finale à Ans. La victoire revient à l'Espagnol Alejandro Valverde (Movistar) qui s'impose respectivement devant le Français Julian Alaphilippe (Etixx-Quick Step) et son compatriote Joaquim Rodríguez (Katusha). Il s'agit de la troisième victoire d'Alejandro Valverde sur la Doyenne. Il prend la tête du classement général du World Tour.

## Historique

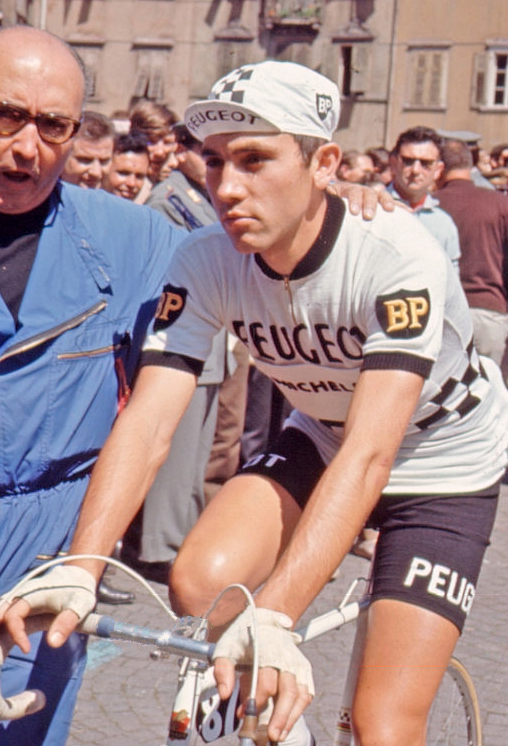
Eddy Merckx, ici durant le Tour d'Italie 1967, est le recordman de victoires sur Liège–Bastogne–Liège.

Liège-Bastogne-Liège est créée en 1892, ce qui en fait la plus ancienne course du calendrier cycliste. Milan-Turin a certes disputée sa première édition plus tôt, mais n'est pas régulière avant les années 1920. La course fait partie des monuments du cyclisme avec Milan-San Remo, le Tour des Flandres, Paris-Roubaix et le Tour de Lombardie. À cause de son ancienneté, elle est surnommée « la Doyenne ». Elle a la particularité d'être une course d'un jour, où les meilleurs coureurs de grand tours peuvent rivaliser avec les meilleurs coureurs de classique. Eddy Merckx détient le record du nombre victoires : cinq acquises entre 1969 et 1975.

## Présentation

### Parcours

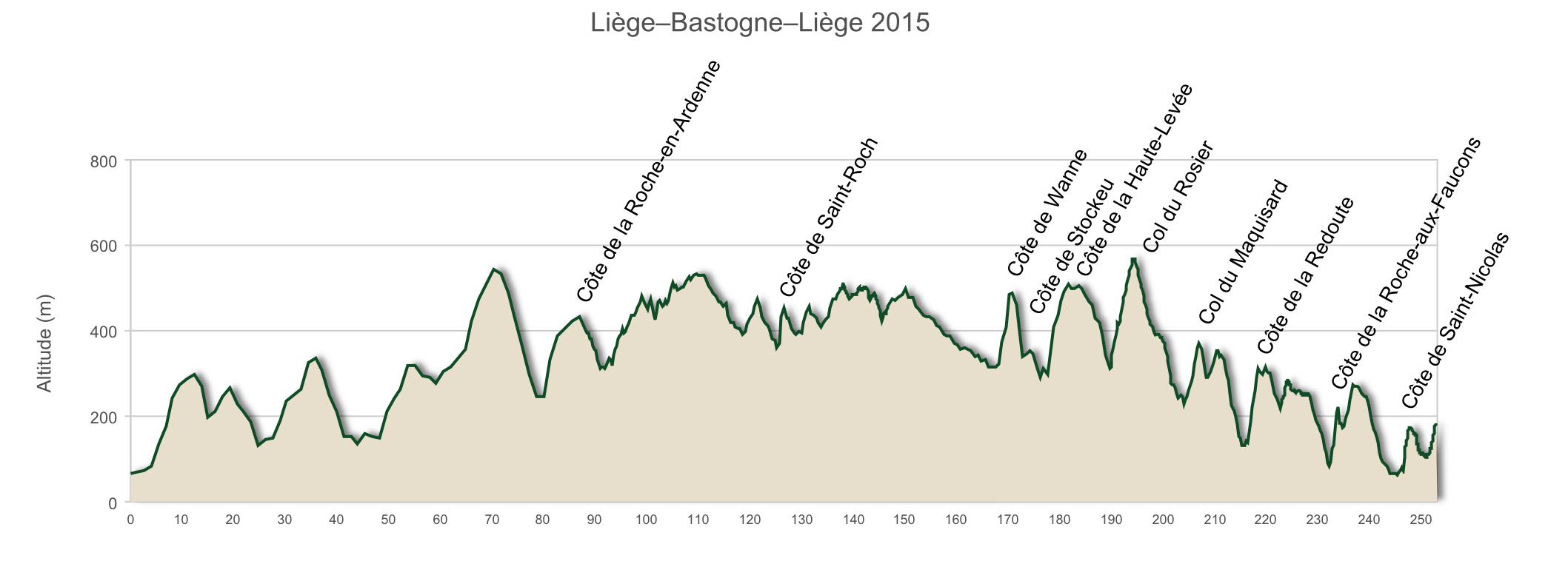
Profil de la course

Le parcours de la course est dévoilé le 15 avril. Il est dix kilomètres plus court que l'année précédente avec 253 kilomètres. Il s'agit de l'édition au plus faible kilométrage depuis 1986. Les changements se situent principalement dans la partie finale avec le retrait de la Vecquée, remplacée par le Col du Rosier et celui du Maquisard. La deuxième modification concerne la distance entre la côte de la Redoute et celle de Côte de la Roche aux faucons qui passe de vingt-cinq à seize kilomètres. Une petite montée non répertoriée se trouve dans cette section. Le site Cyclingnews.com considère que cela va rendre la course plus dure et surement plus intéressante que l'édition 2014 qui a été particulièrement ennuyante.
Liège-Bastogne-Liège est la dernière des trois classiques ardennaises et est la course de clôture de la saison de printemps des classiques. Les classiques ardennaises sont trois courses avec de nombreuses côtes escarpées et courtes. Le tracé emmène les coureurs dès le départ à Liège au sud de Bastogne. Après 107 kilomètres, le parcours se tourne vers le nord, pour revenir à Liège. La deuxième partie de course est plus longue (146 kilomètres) et entraîne les coureurs au nord-est de Spa avant de tourner à l'ouest jusqu'à l'arrivée. La course se termine à Ans, juste à l'ouest de Liège.
L'épreuve démarre de la Place Saint-Lambert devant le Palais des Princes-Évêques. Le départ est neutralisé jusque dans les faubourgs sud de la ville. Le soixante-quinze premiers kilomètres mènent le peloton vers le sud, en passant par Aywaille et La Roche-en-Ardenne. Même si la route ne peut être considérée comme plate, il n'y a pas de côte répertoriée dans cette section. La première montée, et la seule avant que le peloton n'atteigne Bastogne, est la côte de la Roche-en-Ardenne longue de deux kilomètres huit cents. À son sommet, les coureurs parcourt encore vingt-huit kilomètres avec d'atteindre Bastogne au kilomètre cent-sept. Après le passage au « Rond-point La Doyenne », la course s'oriente vers le nord pour retourner à Liège, .
Les dix-sept kilomètres suivants sont relativement plats jusqu'à Houffalize. Après une descente rapide, la côte de Saint-Roch se présente. Il s'ensuit une nouvelle section plate longue de trente kilomètres passant par  Gouvy et Vielsalm sur une large route asphaltée. C'est à quatre-vingt-six kilomètres que commence véritablement le final de la course avec huit ascensions restantes.
Les trois premières côtes se succèdent rapidement dans les environs de Stavelot. La première est la côte de Wanne (2,7 km à 7,4 %), la seconde celle de Stockeu (1 km à 12,5 %) et celle de la Haute-Levée(3,6 km à 5,6 %). La côte de Wanne est étroite et a un mauvais revêtement. Sa descente est dangereuse. La côte de Stocke est décrite par le site Cycling Weekly comme extrêmement difficile parce qu'elle est raide, étroite et ne rend pas. Enfin la côte de la Haute-Levée est unique dans le parcours parce qu'elle est pavée sur cinq cent mètres.

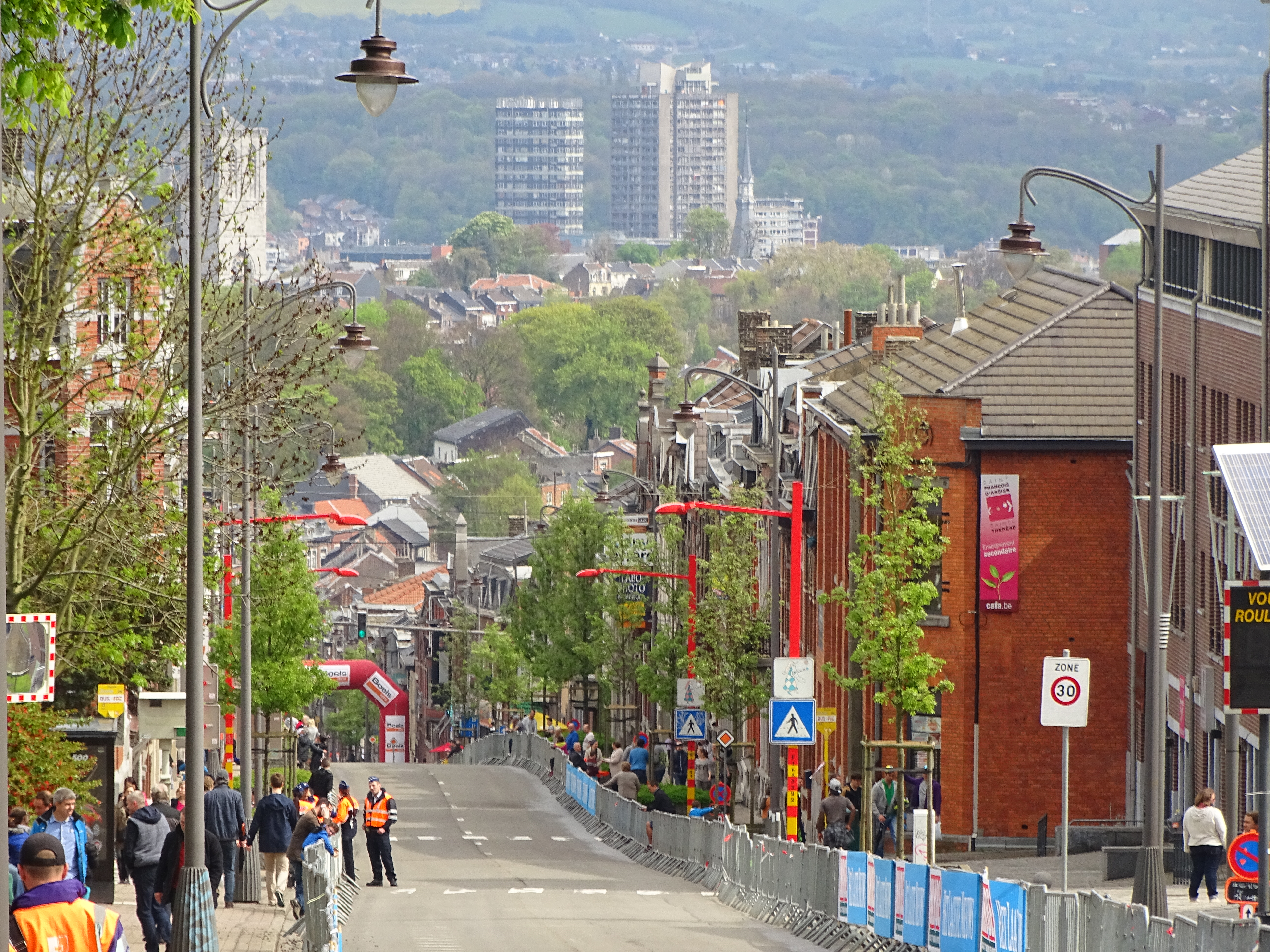
Vu du sommet de l'ascension finale à Ans. La flamme rouge se trouve dans l'arrière-plan.

Après un virage en épingle à cheveux, le parcours arrive sur les deux montées inédites de cette édition. Il s'agit tout d'abord du col du Rosier, la plus longue ascension de la journée. Les coureurs descendent ensuite vers Spa et emprunte après le col du Maquisard. À son sommet, il reste quarante-six kilomètres à parcourir. Le parcours croise alors la route utilisée en début de parcours.
La difficile côte de La Redoute est ensuite escaladée à trente-quatre kilomètres de l'arrivée. Cyclingnews.com écrit que c'est la côte la plus emblématique de la course. Peu régulière, elle affiche huit pour cent dans le premier kilomètre, puis un passage de cinq cent mètres à treize pour cent avant un replat à six pour cent les cinq cents derniers mètres. Les coureurs descendent par la suite sur des routes sinueuses et grimpe la côte non répertoriée de Sprimont avant d'arriver dans la Côte de la Roche-aux-Faucons à dix-neuf kilomètres de la ligne. Cette ascension est également très difficile avec un mauvais revêtement et une forte pente. S'ensuit une autre côte non inventoriée puis une descente vers Liège.
La dernière ascension de l'épreuve se trouve à six kilomètres de l'arrivée. La Côte de Saint-Nicolas est longue de un kilomètre et deux cents mètres et huit pour cent. Après la descente, les coureurs arrivent à Ans. À deux kilomètres de l'arrivée commence une longue ligne droite. Ses cinq cents premiers mètres sont plats puis la route s'élève progressivement pour atteindre cinq pour cent environ. Un dernier virage à gauche se trouve à trois cents mètres de la ligne.
| Num | Nom                                 | km    | Longueur (m) | Pente moyenne | km de l'arrivée |
| --- | ----------------------------------- | ----- | ------------ | ------------- | --------------- |
| 1   | Côte de la Roche-en-Ardenne         | 79    | 2 800        | 6,2 %         | 174             |
| 2   | Côte de Saint-Roch                  | 125,5 | 1 000        | 11,2 %        | 127,5           |
| 3   | Côte de Wanne                       | 169   | 2 700        | 7,4 %         | 84              |
| 4   | Côte de Stockeu (Stèle Eddy Merckx) | 175,5 | 1 000        | 12,5 %        | 77,5            |
| 5   | Côte de la Haute-Levée              | 181,5 | 3 600        | 5,6 %         | 71,5            |
| 6   | Col du Rosier                       | 194   | 4 400        | 5,9 %         | 59              |
| 7   | Côte du Maquisard                   | 207   | 2 500        | 5 %           | 46              |
| 8   | Côte de La Redoute                  | 218,5 | 2 000        | 8,9 %         | 34,5            |
| 9   | Côte de la Roche aux faucons        | 234   | 1 500        | 9,4 %         | 19              |
| 10  | Côte de Saint-Nicolas               | 248   | 1 200        | 8,6 %         | 5               |

### Équipes
Vingt-cinq équipes participent à ce Liège-Bastogne-Liège : les dix-sept WorldTeams sont automatiquement conviées tandis que l'organisateur ASO invite huit équipes continentales professionnelles supplémentaires. Parmi elles, six ont déjà participé à la Flèche wallonne le mercredi. Cela concerne les deux équipes belges Wanty-Groupe Gobert et Topsport Vlaanderen-Baloise, les deux équipes françaises Cofidis et Europcar , ainsi que Roompot Oranje Peloton et MTN-Qhubeka. Les deux dernières élues sont Bora-Argon 18, qui prend part à l'ensemble des monuments en 2015, et Cult Energy. Chaque équipe comportant entre cinq et huit coureurs, le peloton au départ est fort de deux cents athlètes.
| UCI WorldTeams      | UCI WorldTeams | UCI WorldTeams |
| Nom de l'équipe     | Pays           | Code           |
| ------------------- | -------------- | -------------- |
| AG2R La Mondiale    | France         | ALM            |
| Astana              | Kazakhstan     | AST            |
| BMC Racing          | États-Unis     | BMC            |
| Cannondale-Garmin   | États-Unis     | TCG            |
| Etixx-Quick Step    | Belgique       | EQS            |
| FDJ                 | France         | FDJ            |
| Giant-Alpecin       | Allemagne      | TGA            |
| IAM                 | Suisse         | IAM            |
| Katusha             | Russie         | KAT            |
| Lampre-Merida       | Italie         | LAM            |
| Lotto NL-Jumbo      | Pays-Bas       | TLJ            |
| Lotto-Soudal        | Belgique       | LTS            |
| Movistar            | Espagne        | MOV            |
| Orica-GreenEDGE     | Australie      | OGE            |
| Sky                 | Royaume-Uni    | SKY            |
| Tinkoff-Saxo        | Russie         | TCS            |
| Trek Factory Racing | États-Unis     | TFR            |

| Équipes continentales professionnelles | Équipes continentales professionnelles | Équipes continentales professionnelles |
| Nom de l'équipe                        | Pays                                   | Code                                   |
| -------------------------------------- | -------------------------------------- | -------------------------------------- |
| Bora-Argon 18                          | Allemagne                              | BOA                                    |
| Cofidis                                | France                                 | COF                                    |
| Cult Energy                            | Danemark                               | CLT                                    |
| Europcar                               | France                                 | EUC                                    |
| MTN-Qhubeka                            | Afrique du Sud                         | MTN                                    |
| Roompot Oranje Peloton                 | Pays-Bas                               | ROP                                    |
| Topsport Vlaanderen-Baloise            | Belgique                               | TSV                                    |
| Wanty-Groupe Gobert                    | Belgique                               | WGG                                    |

### Primes
Les vingt prix sont attribués suivant le barème de l'UCI,. Le total général des prix distribués est de 50 000 €.
| Position | 1er      | 2e       | 3e      | 4e      | 5e      | 6e      | 7e      | 8e      | 9e      | 10e à 20e |
| Prix     | 20 000 € | 10 000 € | 5 000 € | 2 500 € | 2 000 € | 1 500 € | 1 500 € | 1 000 € | 1 000 € | 500 €     |

### Favoris

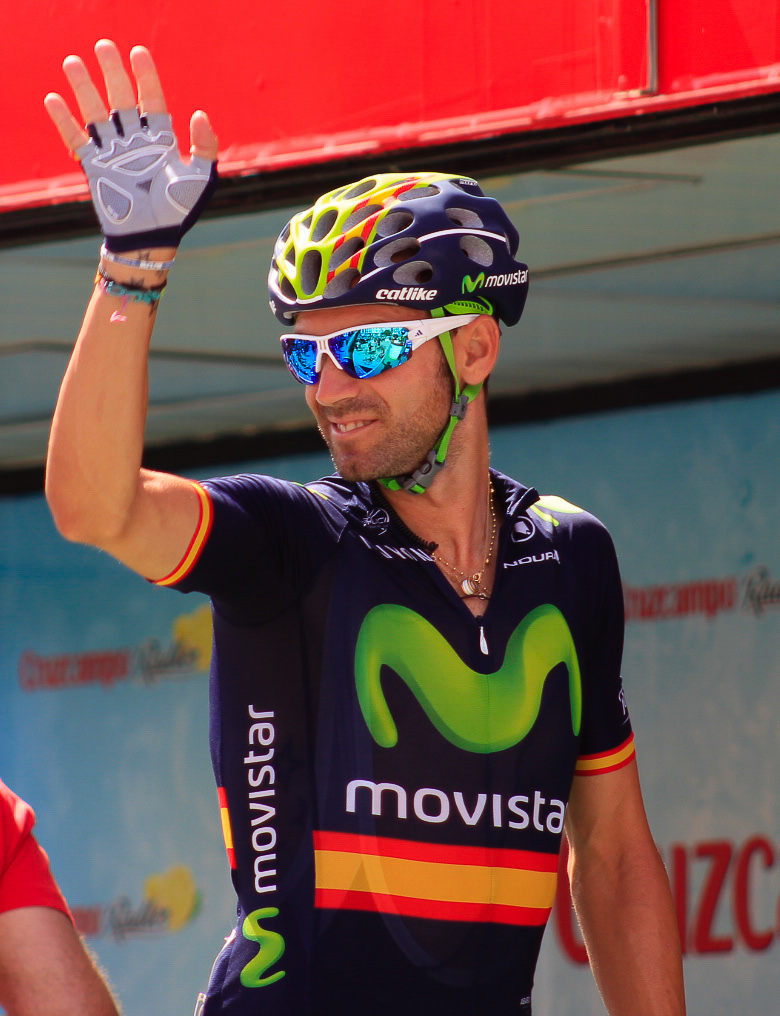
Alejandro Valverde est l'un des principaux favoris de la course (ici au Tour d'Espagne 2015)

Les éditions précédentes de Liège-Bastogne-Liège se sont décidées de diverses manières. En 2009, Andy Schleck gagne après une attaque dans la Roche-aux-faucons. En 2013, Daniel Martin accélère dans le final et arrive également seul. En 2010, deux coureurs se disputent la victoire au sprint, en 2011 trois. Lors de l'édition précédente, un groupe conséquent participe au sprint. Simon Gerrans en sort vainqueur. Le déroulement de la course 2015 est donc difficilement prédictible. Une constante est toutefois la victoire d'un favori aux dépens des outsiders.
Alejandro Valverde vient de s'adjuger la Flèche wallonne du mercredi et se présente donc comme le principal favori au départ. Il a également gagné les éditions 2006 et 2008, ainsi que finit quatre autres fois sur le podium. Cependant ce statut peut le desservir, de nombreux coureurs le marquant de près. Philippe Gilbert a notamment subi ce genre de soucis durant l'Amstel Gold Race,.
Le champion du monde en titre Michał Kwiatkowski est également cité pour la victoire. Il s'est classé troisième à Liège en 2014 et vient de gagner l'Amstel Gold Race. Même s'il ne s'est pas montré à son avantage sur la Flèche wallonne, les longues côtes de Liège-Bastogne-Liège sont censées mieux lui convenir,.
Les autres favoris sont Joaquim Rodríguez, Rui Costa, Dan Martin, Vincenzo Nibali et Tim Wellens. Le vainqueur sortant Simon Gerrans a été blessé en début de saison et n'a pas encore retrouvé tous ses moyens. Il ne devrait donc pas se mêler à la lutte finale. De la même manière Philippe Gilbert a chuté lors de la Flèche wallonne et Liège-Bastogne-Liège n'est pas la course lui convenant le mieux.

## Récit de la course
Le début de la course est nerveux et ce jusqu'à la formation du groupe d'échappée. Quarante kilomètres sont parcourus durant la première heure. Huit coureurs composent le groupe de tête : Diego Ulissi, Matteo Montaguti, Otto Vergaerde, Clément Chevrier, Marco Minnaard, Anthony Turgis, Cesare Benedetti et Rasmus Quaade. Leur avance monte à près de huit minutes alors que le peloton est mené par l'équipe Europcar. Son travail permet de réduire leur avantage à environ trois minutes au niveau de La Roche-en-Ardenne, au kilomètre soixante-dix-neuf.
Après le passage à Bastogne, le groupe de tête perd des éléments : Quaade, Chevrier et Vergaerde réintègrent le peloton avant l'arrivée de la Côte de Wanne, au bout de quatre heures de course. Katusha prend les commandes du peloton à l'approche de l'ascension. Dans celle-ci, l'équipe Astana place ses hommes en tête : l'avance de l'échappée tombe sous la minute. Dans la côte de Stockeu, Andriy Hrivko, Gorka Izagirre et Simon Yates attaquent et rejoignent l'avant de la course. D'autres coureurs font également la jonction pour former un groupe de vingt-et-un hommes dont cinq de la formation Astana, même si Nibali est absent,. Dans la Côte de la Haute-Levée, plusieurs coureurs accélèrent de nouveau afin de réduire la taille du groupe. Il s'agit de Tanel Kangert, Michele Scarponi, Manuele Boaro, Esteban Chaves et Julián Arredondo. Ils atteignent le sommet avec vingt-cinq secondes d'avance. Boaro et Arredondo sont certes distancés dans le col du Rosier, toutefois l'avantage du groupe s'accroit et dépasse la minute. Il descend à quarante-cinq secondes au col du Maquisard quand l'équipe Movistar se met à mener le peloton,.

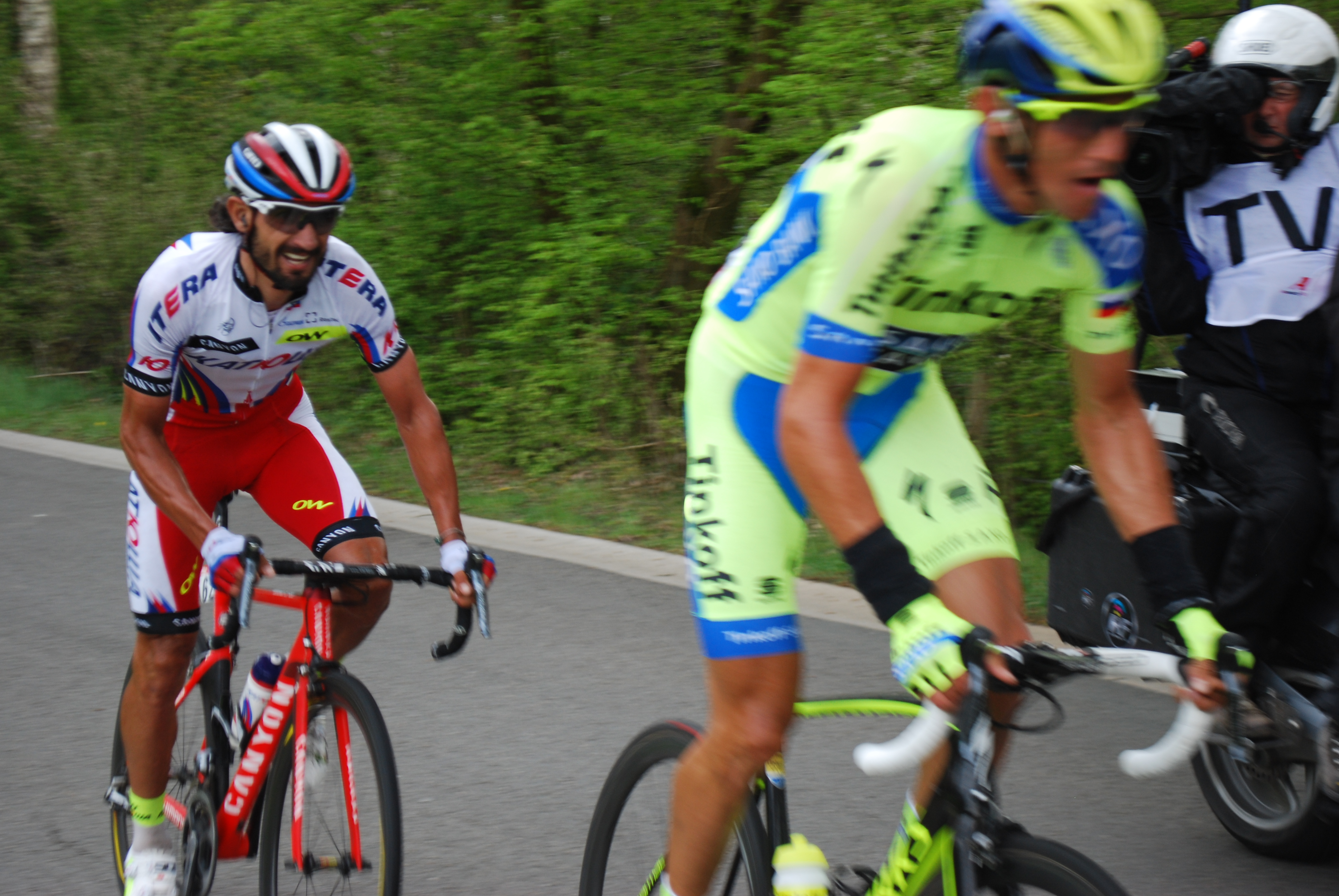
Giampaolo Caruso (à gauche) et Roman Kreuziger échappés dans la Côte de la Roche-aux-Faucons.

Une grande chute survient à l'approche de la Côte de la Redoute. Parmi les coureurs à terre, on compte les anciens vainqueurs Daniel Martin et Simon Gerrans, tout comme Frank Schleck, Nicolas Roche, Mathias Frank et Yukiya Arashiro. Vincenzo Nibali doit descendre de monture mais ne tombe pas. Seul une quarantaine de coureurs se présentent au pied de l'ascension,. Si aucune blessure grave n'est à signaler, Nicolas Roche et Yukiya Arashiro ont besoin d'un certain temps avant de reprendre leurs esprits. Les autres coureurs retardés tentent de revenir dans le peloton. Gerrans est cependant forcé à l'abandon après être pris dans une seconde chute.

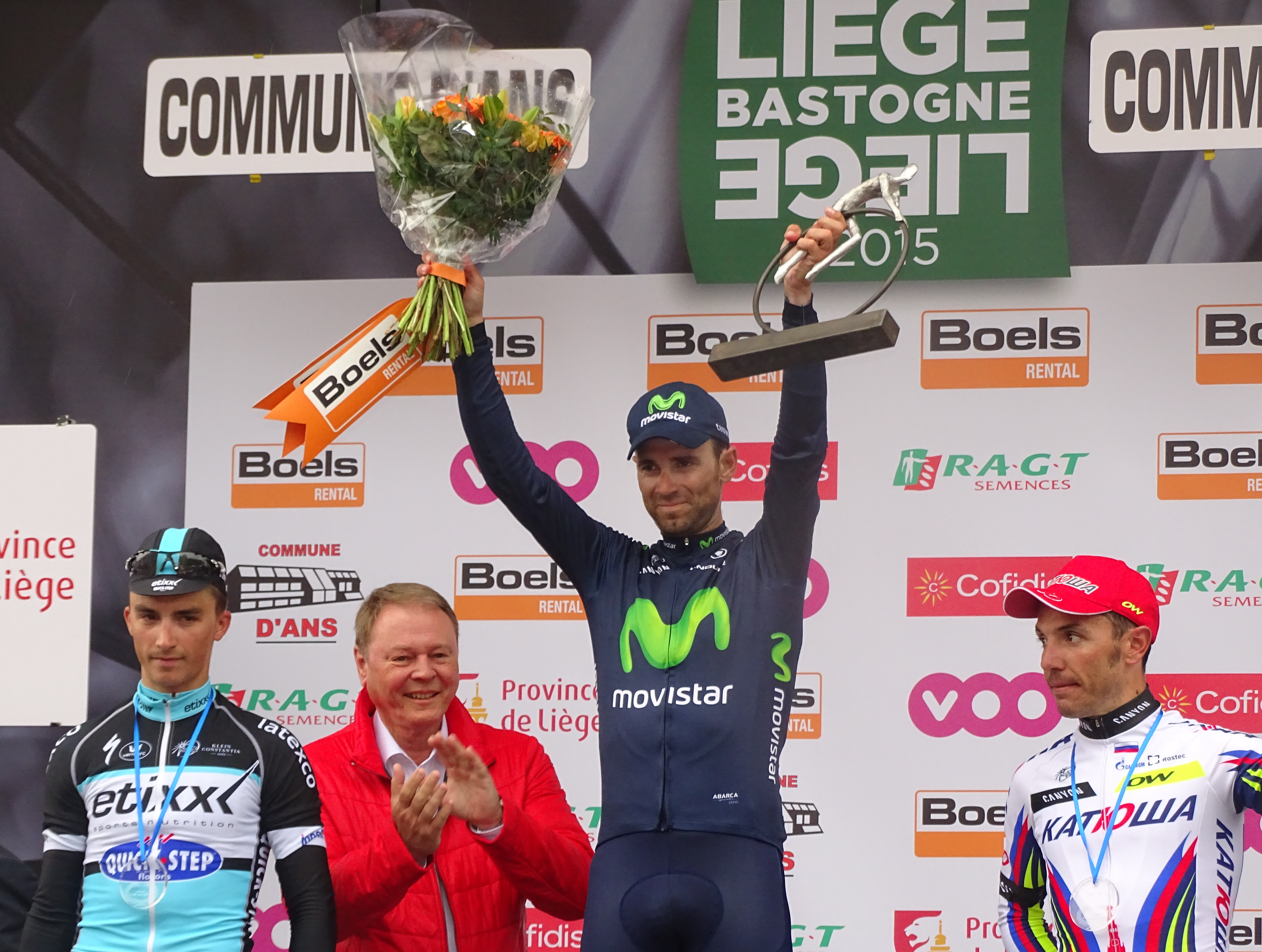
Alejandro Valverde (au centre) (1er), avec Julian Alaphilippe (à gauche) (2e) et Joaquim Rodríguez (3e).

Dans la Côte de la Redoute, Kangert est lâché de l'échappée. Scarponi et Chaves passe le sommet avec trente-cinq secondes d'avance mais sont repris dix kilomètres plus loin. L'épreuve emprunte ensuite la Côte de la Roche-aux-Faucons, où Roman Kreuziger et Giampaolo Caruso attaquent. Ils sont rapidement rejoints par Jakob Fuglsang et passe le sommet avec dix-huit secondes d'avance sur le peloton. Plusieurs coureurs tentent alors de former un groupe de chasse. Il est finalement composés de six hommes : Giovanni Visconti, Julian Alaphilippe, Rui Costa, Samuel Sánchez et Daniel Moreno. Ils sont rattrapés par vingt autres coureurs à quinze kilomètres de l'arrivée quand une pluie se met à tomber.
Zdeněk Štybar se place en tête du peloton avant la Côte de Saint-Nicolas et réduit l'écart avec Kreuziger, Caruso et Fuglsang. Dans la montée, Valverde reste en tête et contrôle le train du groupe. Nibali accélère mais ne parvient pas à créer un trou. Son attaque fait lâcher de nombreux coureurs dont Michał Kwiatkowski et Philippe Gilbert. Elle permet également le regroupement général,. Romain Bardet place une accélération dans la descente de la Côte de Saint-Nicolas. Il est repris, mais Nibali fait les frais de cette manœuvre.
Giampaolo Caruso mène le groupe dans Ans jusqu'à l'ascension finale. À son pied, Daniel Moreno, coéquipier de Caruso, attaque et prend quelques mètres d'avance. La poursuite n'est pas commencée par le groupe derrière, tous les coureurs attendant de Valverde qu'il fasse l'effort. Après cette temporisation, l'Espagnol accélère, reprend Moreno dans le dernier virage avec Joaquim Rodríguez, également coéquipier de Daniel Moreno, directement dans la roue. Valverde lance le sprint de loin mais ne se fait pas remonter par Rodríguez qui ralentit sur la fin permettant à Julian Alaphilippe de le devancer sur la ligne pour prendre la deuxième place.

## Classements

### Classement final

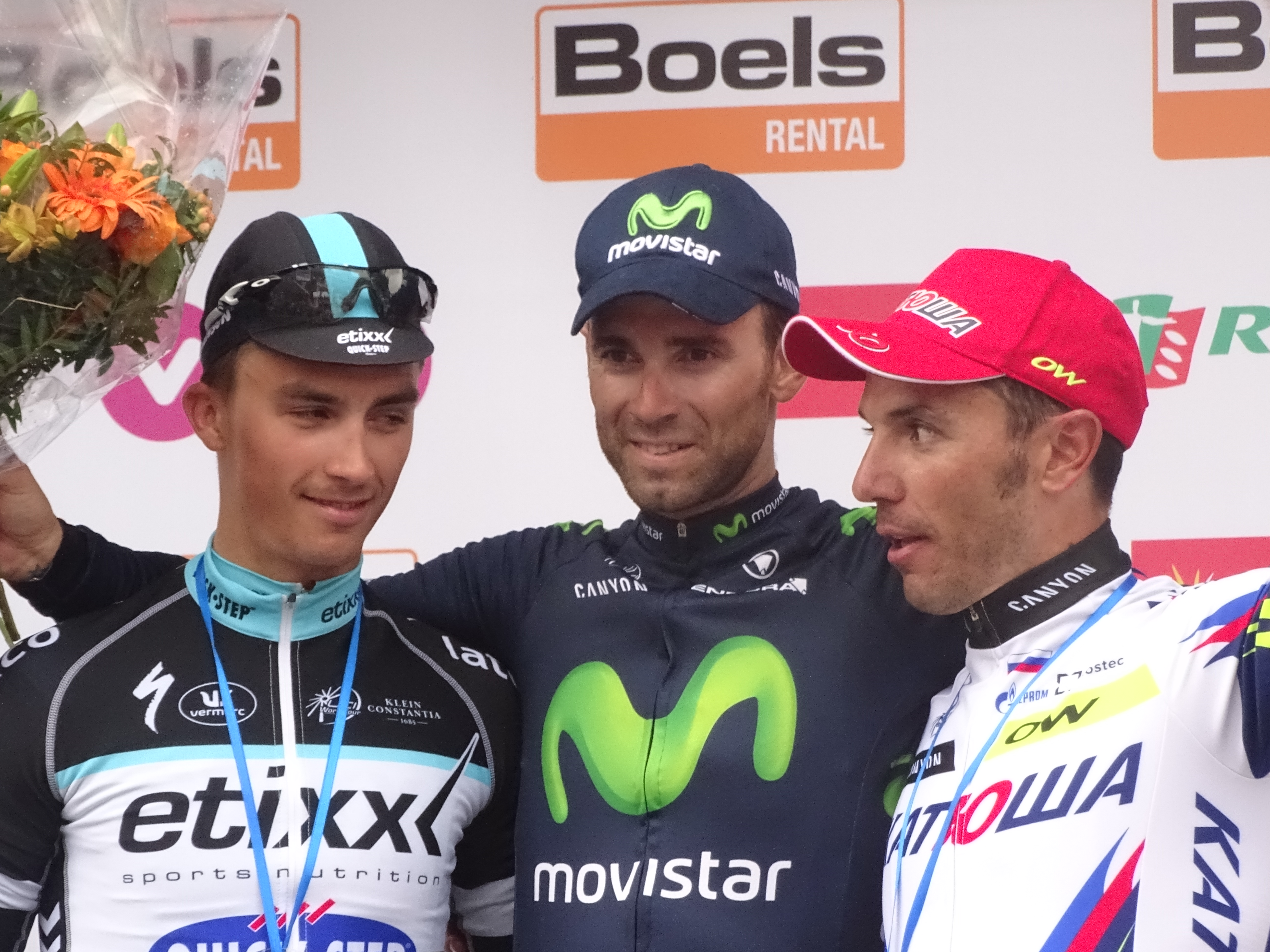
Julian Alaphilippe (2e), Alejandro Valverde (1er) et Joaquim Rodríguez (3e).

| Classement final | Classement final   | Classement final | Classement final | Classement final   |
|                  | Coureur            | Pays             | Équipe           | Temps              |
| ---------------- | ------------------ | ---------------- | ---------------- | ------------------ |
| 1er              | Alejandro Valverde | Espagne          | Movistar         | en 6 h 14 min 20 s |
| 2e               | Julian Alaphilippe | France           | Etixx-Quick Step | m.t                |
| 3e               | Joaquim Rodríguez  | Espagne          | Katusha          | m.t                |
| 4e               | Rui Costa          | Portugal         | Lampre-Merida    | m.t                |
| 5e               | Roman Kreuziger    | Tchéquie         | Tinkoff-Saxo     | m.t                |
| 6e               | Romain Bardet      | France           | AG2R La Mondiale | m.t                |
| 7e               | Sergio Henao       | Colombie         | Sky              | m.t                |
| 8e               | Domenico Pozzovivo | Italie           | AG2R La Mondiale | m.t                |
| 9e               | Jakob Fuglsang     | Danemark         | Astana           | m.t                |
| 10e              | Daniel Moreno      | Espagne          | Katusha          | m.t                |
| modifier         |                    |                  |                  |                    |

### UCI World Tour
Ce Liège-Bastogne-Liège attribue des points pour l'UCI World Tour 2015, par équipes uniquement aux équipes ayant un label WorldTeam, individuellement uniquement aux coureurs des équipes ayant un label WorldTeam.
| Position,          | 1er | 2e | 3e | 4e | 5e | 6e | 7e | 8e | 9e | 10e |
| Classement général | 100 | 80 | 70 | 60 | 50 | 40 | 30 | 20 | 10 | 4   |

#### Classement individuel
Ci-dessous, le classement individuel de l'UCI World Tour à l'issue de la course.
| Rang | Coureur            | Équipe           | Points |
| ---- | ------------------ | ---------------- | ------ |
| 1    | Alejandro Valverde | Movistar         | 338    |
| 2    | Richie Porte       | Sky              | 303    |
| 3    | Alexander Kristoff | Katusha          | 237    |
| 4    | John Degenkolb     | Giant-Alpecin    | 232    |
| 5    | Joaquim Rodríguez  | Katusha          | 230    |
| 6    | Michał Kwiatkowski | Etixx-Quick Step | 195    |
| 7    | Rui Costa          | Lampre-Merida    | 194    |
| 8    | Geraint Thomas     | Sky              | 184    |
| 9    | Greg Van Avermaet  | BMC Racing       | 178    |
| 10   | Nairo Quintana     | Movistar         | 168    |

#### Classement par pays
Ci-dessous, le classement par pays de l'UCI World Tour à l'issue de la course.
| Rang | Pays        | Points |
| ---- | ----------- | ------ |
| 1    | Espagne     | 807    |
| 2    | Australie   | 638    |
| 3    | Colombie    | 472    |
| 4    | Pays-Bas    | 435    |
| 5    | Italie      | 379    |
| 6    | Belgique    | 376    |
| 8    | France      | 368    |
| 7    | Royaume-Uni | 266    |
| 9    | Allemagne   | 241    |
| 10   | Norvège     | 237    |

#### Classement par équipes
Ci-dessous, le classement par équipes de l'UCI World Tour à l'issue de la course.
| Rang | Équipe           | Points |
| ---- | ---------------- | ------ |
| 1    | Etixx-Quick Step | 779    |
| 2    | Sky              | 673    |
| 3    | Movistar         | 663    |
| 4    | Katusha          | 659    |
| 5    | BMC Racing       | 410    |
| 6    | Tinkoff-Saxo     | 328    |
| 7    | Orica-GreenEDGE  | 326    |
| 8    | Lampre-Merida    | 317    |
| 9    | Giant-Alpecin    | 302    |
| 10   | Astana           | 241    |

### Bilan et réactions
Alejandro Valverde remporte Liège–Bastogne–Liège pour la troisième fois de sa carrière. Ils ne sont que six dans l'histoire de la course à l'avoir gagnée trois fois et plus. L'épreuve met fin à une semaine ardennaise très prolifique pour lui : il remporte deux des trois courses et se classe deuxième sur la dernière. Il est le premier coureur depuis Philippe Gilbert en 2011 à enchaîner la victoire sur la Flèche wallonne et Liège–Bastogne–Liège. Il considère qu'il a réalisé une « grande semaine ».
Julian Alaphilippe réalise la meilleure place d'un coureur français sur la course depuis Laurent Jalabert en 1998. Il doit initialement assister Kwiatkowski. Cependant quand ce dernier se fait distancer dans la Côte de Saint-Nicolas, le directeur sportif de son équipe, la Etixx-Quick Step, lui communique par l'oreillette de jouer sa carte. Déjà deuxième de la Flèche wallonne derrière le même Alejandro Vavelde, il se montre frustré après la ligne d'arrivée et se dit déçu d'être passé si proche de la victoire. Il déclare « Aujourd'hui, j'avais vraiment la sensation de pouvoir faire quelque chose de plus ». Le site Cyclingnews.com écrit après la course qu'il a le potentiel pour remporter un monument dans le futur.
Plusieurs coureurs sont tombés à une quarantaine de kilomètres de l'arrivée. Le plus touché est Yukiya Arashiro qui souffre de plusieurs fractures. Gianluca Brambilla casse quant à lui sa clavicule. LottoNL–Jumbo compte deux coureurs impliqués : Paul Martens qui se brise la main et Bram Tankink qui a des brûlures et éraflures. Nicolas Roche et Simon Gerrans se ressentent également de la chute, mais ne sont pas blessés. Daniel Martin est au départ du Tour de Romandie la semaine suivante. Ayant des difficultés respiratoires durant l'épreuve, il découvre qu'il s'est cassé deux côtes sur Liège–Bastogne–Liège.

## Liste des participants
- Liste de départ complète

| Légende | Légende                                                                    | Légende | Légende                                                    |
| ------- | -------------------------------------------------------------------------- | ------- | ---------------------------------------------------------- |
| Num     | Dossard de départ porté par le coureur sur ce Liège-Bastogne-Liège         | Pos     | Position à l'arrivée de la course                          |
|         | Indique un maillot de champion national ou mondial, suivi de sa spécialité | NP      | Indique un coureur qui n'a pas pris le départ de la course |
| AB      | Indique un coureur qui n'a pas terminé la course                           | HD      | Indique un coureur qui a terminé la course hors des délais |

| Orica-GreenEDGE OGE               | Orica-GreenEDGE OGE    | Orica-GreenEDGE OGE |
| --------------------------------- | ---------------------- | ------------------- |
| Num                               | Coureur                | Pos                 |
| 1                                 | Simon Gerrans (AUS)    | AB                  |
| 2                                 | Michael Albasini (SUI) | 56e                 |
| 3                                 | Esteban Chaves (COL)   | 68e                 |
| 4                                 | Simon Clarke (AUS)     | 60e                 |
| 5                                 | Luke Durbridge (AUS)   | AB                  |
| 6                                 | Daryl Impey (RSA)      | AB                  |
| 7                                 | Pieter Weening (NED)   | 14e                 |
| 8                                 | Simon Yates (GBR)      | 39e                 |
| Directeur sportif : Matthew White |                        |                     |

| Movistar MOV                          | Movistar MOV             | Movistar MOV |
| ------------------------------------- | ------------------------ | ------------ |
| Num                                   | Coureur                  | Pos          |
| 11                                    | Alejandro Valverde (ESP) | 1er          |
| 12                                    | Imanol Erviti (ESP)      | AB           |
| 13                                    | José Herrada (ESP)       | 70e          |
| 14                                    | Gorka Izagirre (ESP)     | 71e          |
| 15                                    | Nairo Quintana (COL)     | 83e          |
| 16                                    | José Joaquín Rojas (ESP) | 75e          |
| 17                                    | Rory Sutherland (AUS)    | AB           |
| 18                                    | Giovanni Visconti (ITA)  | 40e          |
| Directeur sportif : José Luis Arrieta |                          |              |

| Etixx-Quick Step EQS               | Etixx-Quick Step EQS             | Etixx-Quick Step EQS |
| ---------------------------------- | -------------------------------- | -------------------- |
| Num                                | Coureur                          | Pos                  |
| 21                                 | Michał Kwiatkowski (POL) (Route) | 21e                  |
| 22                                 | Julian Alaphilippe (FRA)         | 2e                   |
| 23                                 | Maxime Bouet (FRA)               | AB                   |
| 24                                 | Gianluca Brambilla (ITA)         | AB                   |
| 25                                 | Michał Gołaś (POL)               | AB                   |
| 26                                 | Zdeněk Štybar (CZE) (Route)      | 42e                  |
| 27                                 | Petr Vakoč (CZE)                 | 73e                  |
| 28                                 | Julien Vermote (BEL)             | AB                   |
| Directeur sportif : Davide Bramati |                                  |                      |

| Astana AST                         | Astana AST                    | Astana AST |
| ---------------------------------- | ----------------------------- | ---------- |
| Num                                | Coureur                       | Pos        |
| 31                                 | Vincenzo Nibali (ITA) (Route) | 13e        |
| 32                                 | Jakob Fuglsang (DEN)          | 9e         |
| 33                                 | Andriy Grivko (UKR)           | 90e        |
| 34                                 | Luis León Sánchez (ESP)       | 30e        |
| 35                                 | Michele Scarponi (ITA)        | 41e        |
| 36                                 | Rein Taaramäe (EST)           | 67e        |
| 37                                 | Alessandro Vanotti (ITA)      | AB         |
| 39                                 | Tanel Kangert (EST)           | 58e        |
| Directeur sportif : Stefano Zanini |                               |            |

| Cannondale-Garmin TCG             | Cannondale-Garmin TCG             | Cannondale-Garmin TCG |
| --------------------------------- | --------------------------------- | --------------------- |
| Num                               | Coureur                           | Pos                   |
| 41                                | Daniel Martin (IRL)               | AB                    |
| 42                                | Davide Formolo (ITA)              | 32e                   |
| 43                                | Nathan Haas (AUS)                 | AB                    |
| 44                                | Alex Howes (USA)                  | 100e                  |
| 45                                | Benjamin King (USA)               | AB                    |
| 46                                | Sebastian Langeveld (NED) (Route) | AB                    |
| 47                                | Matej Mohorič (SLO)               | AB                    |
| 48                                | Tom-Jelte Slagter (NED)           | 44e                   |
| Directeur sportif : Robert Hunter |                                   |                       |

| BMC Racing BMC                   | BMC Racing BMC           | BMC Racing BMC |
| -------------------------------- | ------------------------ | -------------- |
| Num                              | Coureur                  | Pos            |
| 51                               | Philippe Gilbert (BEL)   | 36e            |
| 52                               | Brent Bookwalter (USA)   | 46e            |
| 53                               | Ben Hermans (BEL)        | AB             |
| 54                               | Klaas Lodewyck (BEL)     | AB             |
| 55                               | Joey Rosskopf (USA)      | 79e            |
| 56                               | Samuel Sánchez (ESP)     | 29e            |
| 57                               | Dylan Teuns (BEL)        | 31e            |
| 58                               | Tejay van Garderen (USA) | AB             |
| Directeur sportif : Valerio Piva |                          |                |

| Katusha KAT                      | Katusha KAT             | Katusha KAT |
| -------------------------------- | ----------------------- | ----------- |
| Num                              | Coureur                 | Pos         |
| 61                               | Joaquim Rodríguez (ESP) | 3e          |
| 62                               | Giampaolo Caruso (ITA)  | 15e         |
| 64                               | Dmitry Kozontchuk (RUS) | AB          |
| 65                               | Sergueï Lagoutine (RUS) | 94e         |
| 66                               | Alberto Losada (ESP)    | 66e         |
| 67                               | Tiago Machado (POR)     | 50e         |
| 68                               | Daniel Moreno (ESP)     | 10e         |
| 69                               | Maxim Belkov (RUS)      | AB          |
| Directeur sportif : José Azevedo |                         |             |

| AG2R La Mondiale ALM              | AG2R La Mondiale ALM     | AG2R La Mondiale ALM |
| --------------------------------- | ------------------------ | -------------------- |
| Num                               | Coureur                  | Pos                  |
| 71                                | Domenico Pozzovivo (ITA) | 8e                   |
| 72                                | Jan Bakelants (BEL)      | 57e                  |
| 73                                | Romain Bardet (FRA)      | 6e                   |
| 74                                | Carlos Betancur (COL)    | 69e                  |
| 75                                | Mikaël Cherel (FRA)      | 52e                  |
| 76                                | Sébastien Minard (FRA)   | AB                   |
| 77                                | Matteo Montaguti (ITA)   | 76e                  |
| 78                                | Rinaldo Nocentini (ITA)  | 77e                  |
| Directeur sportif : Julien Jurdie |                          |                      |

| Tinkoff-Saxo TCS               | Tinkoff-Saxo TCS              | Tinkoff-Saxo TCS |
| ------------------------------ | ----------------------------- | ---------------- |
| Num                            | Coureur                       | Pos              |
| 81                             | Rafał Majka (POL)             | 33e              |
| 82                             | Manuele Boaro (ITA)           | AB               |
| 83                             | Robert Kišerlovski (CRO)      | 18e              |
| 84                             | Roman Kreuziger (CZE)         | 5e               |
| 85                             | Bruno Pires (POR)             | AB               |
| 86                             | Paweł Poljański (POL)         | AB               |
| 87                             | Chris Anker Sørensen (DEN)    | 80e              |
| 88                             | Michael Valgren (DEN) (Route) | AB               |
| Directeur sportif : Sean Yates |                               |                  |

| Lampre-Merida LAM                    | Lampre-Merida LAM   | Lampre-Merida LAM |
| ------------------------------------ | ------------------- | ----------------- |
| Num                                  | Coureur             | Pos               |
| 91                                   | Rui Costa (POR)     | 4e                |
| 92                                   | Matteo Bono (ITA)   | 64e               |
| 93                                   | Valerio Conti (ITA) | AB                |
| 94                                   | Manuele Mori (ITA)  | 95e               |
| 95                                   | Jan Polanc (SLO)    | 74e               |
| 96                                   | José Serpa (COL)    | AB                |
| 97                                   | Diego Ulissi (ITA)  | AB                |
| 98                                   | Rafael Valls (ESP)  | 65e               |
| Directeur sportif : Philippe Mauduit |                     |                   |

| Lotto-Soudal LTS                  | Lotto-Soudal LTS         | Lotto-Soudal LTS |
| --------------------------------- | ------------------------ | ---------------- |
| Num                               | Coureur                  | Pos              |
| 101                               | Tony Gallopin (FRA)      | 20e              |
| 102                               | Sander Armée (BEL)       | 97e              |
| 103                               | Bart De Clercq (BEL)     | AB               |
| 104                               | Tosh Van der Sande (BEL) | AB               |
| 105                               | Dennis Vanendert (BEL)   | AB               |
| 106                               | Jelle Vanendert (BEL)    | 22e              |
| 107                               | Louis Vervaeke (BEL)     | AB               |
| 108                               | Tim Wellens (BEL)        | 93e              |
| Directeur sportif : Herman Frison |                          |                  |

| Sky SKY                           | Sky SKY                    | Sky SKY |
| --------------------------------- | -------------------------- | ------- |
| Num                               | Coureur                    | Pos     |
| 111                               | Nicolas Roche (IRL)        | AB      |
| 112                               | Philip Deignan (IRL)       | AB      |
| 113                               | Nathan Earle (AUS)         | AB      |
| 114                               | Sergio Henao (COL)         | 7e      |
| 115                               | Vasil Kiryienka (BLR)      | 19e     |
| 116                               | Lars Petter Nordhaug (NOR) | 12e     |
| 117                               | Danny Pate (USA)           | AB      |
| 118                               | Kanstantsin Siutsou (BLR)  | 38e     |
| Directeur sportif : Gabriel Rasch |                            |         |

| Trek Factory Racing TFR          | Trek Factory Racing TFR     | Trek Factory Racing TFR |
| -------------------------------- | --------------------------- | ----------------------- |
| Num                              | Coureur                     | Pos                     |
| 121                              | Bauke Mollema (NED)         | 35e                     |
| 122                              | Julián Arredondo (COL)      | AB                      |
| 123                              | Fumiyuki Beppu (JPN)        | AB                      |
| 124                              | Laurent Didier (LUX)        | AB                      |
| 125                              | Fabio Felline (ITA)         | 55e                     |
| 126                              | Bob Jungels (LUX)           | 82e                     |
| 127                              | Fränk Schleck (LUX) (Route) | AB                      |
| 128                              | Calvin Watson (AUS)         | AB                      |
| Directeur sportif : Kim Andersen |                             |                         |

| Europcar EUC                        | Europcar EUC             | Europcar EUC |
| ----------------------------------- | ------------------------ | ------------ |
| Num                                 | Coureur                  | Pos          |
| 131                                 | Thomas Voeckler (FRA)    | 27e          |
| 132                                 | Yukiya Arashiro (JPN)    | AB           |
| 133                                 | Fabrice Jeandesboz (FRA) | AB           |
| 134                                 | Maxime Méderel (FRA)     | 99e          |
| 135                                 | Bryan Nauleau (FRA)      | AB           |
| 136                                 | Perrig Quéméneur (FRA)   | AB           |
| 137                                 | Pierre Rolland (FRA)     | 84e          |
| 138                                 | Angélo Tulik (FRA)       | AB           |
| Directeur sportif : Andy Flickinger |                          |              |

| Lotto NL-Jumbo TLJ                | Lotto NL-Jumbo TLJ      | Lotto NL-Jumbo TLJ |
| --------------------------------- | ----------------------- | ------------------ |
| Num                               | Coureur                 | Pos                |
| 141                               | Wilco Kelderman (NED)   | 37e                |
| 142                               | Bert-Jan Lindeman (NED) | AB                 |
| 143                               | Paul Martens (GER)      | 96e                |
| 144                               | Bram Tankink (NED)      | AB                 |
| 145                               | Laurens ten Dam (NED)   | 62e                |
| 146                               | Mike Teunissen (NED)    | AB                 |
| 148                               | Jos van Emden (NED)     | AB                 |
| 149                               | Moreno Hofland (NED)    | AB                 |
| Directeur sportif : Frans Maassen |                         |                    |

| Giant-Alpecin TGA                | Giant-Alpecin TGA         | Giant-Alpecin TGA |
| -------------------------------- | ------------------------- | ----------------- |
| Num                              | Coureur                   | Pos               |
| 151                              | Warren Barguil (FRA)      | 34e               |
| 152                              | Lawson Craddock (USA)     | AB                |
| 153                              | Tom Dumoulin (NED)        | 25e               |
| 154                              | Caleb Fairly (USA)        | AB                |
| 155                              | Johannes Fröhlinger (GER) | AB                |
| 156                              | Simon Geschke (GER)       | 63e               |
| 157                              | Thierry Hupond (FRA)      | AB                |
| 158                              | Georg Preidler (AUT)      | 47e               |
| Directeur sportif : Aike Visbeek |                           |                   |

| Topsport Vlaanderen-Baloise TSV       | Topsport Vlaanderen-Baloise TSV | Topsport Vlaanderen-Baloise TSV |
| ------------------------------------- | ------------------------------- | ------------------------------- |
| Num                                   | Coureur                         | Pos                             |
| 161                                   | Floris De Tier (BEL)            | AB                              |
| 162                                   | Tim Declercq (BEL)              | AB                              |
| 163                                   | Sander Helven (BEL)             | AB                              |
| 164                                   | Thomas Sprengers (BEL)          | AB                              |
| 165                                   | Preben Van Hecke (BEL)          | 72e                             |
| 166                                   | Pieter Vanspeybrouck (BEL)      | AB                              |
| 167                                   | Arthur Vanoverberghe (BEL)      | AB                              |
| 168                                   | Otto Vergaerde (BEL)            | AB                              |
| Directeur sportif : Walter Planckaert |                                 |                                 |

| IAM                                | IAM                         | IAM |
| ---------------------------------- | --------------------------- | --- |
| Num                                | Coureur                     | Pos |
| 171                                | Mathias Frank (SUI)         | AB  |
| 172                                | Clément Chevrier (FRA)      | AB  |
| 173                                | Pirmin Lang (SUI)           | AB  |
| 174                                | Jarlinson Pantano (COL)     | 43e |
| 175                                | Sébastien Reichenbach (SUI) | 24e |
| 176                                | Patrick Schelling (SUI)     | AB  |
| 177                                | David Tanner (AUS)          | AB  |
| 178                                | Lawrence Warbasse (USA)     | AB  |
| Directeur sportif : Rik Verbrugghe |                             |     |

| FDJ                               | FDJ                           | FDJ |
| --------------------------------- | ----------------------------- | --- |
| Num                               | Coureur                       | Pos |
| 181                               | Arthur Vichot (FRA)           | AB  |
| 182                               | Arnold Jeannesson (FRA)       | 91e |
| 183                               | Olivier Le Gac (FRA)          | AB  |
| 184                               | Laurent Pichon (FRA)          | 78e |
| 185                               | Kévin Réza (FRA)              | AB  |
| 186                               | Anthony Roux (FRA)            | 59e |
| 187                               | Benoît Vaugrenard (FRA)       | AB  |
| 188                               | Jussi Veikkanen (FIN) (Route) | AB  |
| Directeur sportif : Franck Pineau |                               |     |

| Wanty-Groupe Gobert WGG                      | Wanty-Groupe Gobert WGG | Wanty-Groupe Gobert WGG |
| -------------------------------------------- | ----------------------- | ----------------------- |
| Num                                          | Coureur                 | Pos                     |
| 191                                          | Enrico Gasparotto (ITA) | 16e                     |
| 192                                          | Simone Antonini (ITA)   | AB                      |
| 193                                          | Jérôme Baugnies (BEL)   | 92e                     |
| 194                                          | Francis De Greef (BEL)  | AB                      |
| 195                                          | Tim De Troyer (BEL)     | AB                      |
| 196                                          | Yannick Eijssen (BEL)   | AB                      |
| 197                                          | Björn Leukemans (BEL)   | 53e                     |
| 198                                          | Marco Minnaard (NED)    | AB                      |
| Directeur sportif : Hilaire Van der Schueren |                         |                         |

| MTN-Qhubeka MTN                | MTN-Qhubeka MTN                          | MTN-Qhubeka MTN |
| ------------------------------ | ---------------------------------------- | --------------- |
| Num                            | Coureur                                  | Pos             |
| 201                            | Steve Cummings (GBR)                     | 26e             |
| 202                            | Matthew Brammeier (IRL)                  | AB              |
| 203                            | Jacques Janse van Rensburg (RSA) (Route) | 61e             |
| 204                            | Merhawi Kudus (ERI)                      | 51e             |
| 205                            | Louis Meintjes (RSA)                     | 11e             |
| 206                            | Andreas Stauff (GER)                     | AB              |
| 207                            | Daniel Teklehaimanot (ERI)               | AB              |
| 208                            | Johann van Zyl (RSA)                     | AB              |
| Directeur sportif : Jens Zemke |                                          |                 |

| Cofidis COF                     | Cofidis COF             | Cofidis COF |
| ------------------------------- | ----------------------- | ----------- |
| Num                             | Coureur                 | Pos         |
| 211                             | Julien Simon (FRA)      | 17e         |
| 212                             | Yoann Bagot (FRA)       | AB          |
| 213                             | Nicolas Edet (FRA)      | AB          |
| 214                             | Romain Hardy (FRA)      | AB          |
| 215                             | Luis Ángel Maté (ESP)   | 81e         |
| 216                             | Rudy Molard (FRA)       | 28e         |
| 217                             | Stéphane Rossetto (FRA) | 85e         |
| 218                             | Anthony Turgis (FRA)    | AB          |
| Directeur sportif : Didier Rous |                         |             |

| Bora-Argon 18 BOA                    | Bora-Argon 18 BOA      | Bora-Argon 18 BOA |
| ------------------------------------ | ---------------------- | ----------------- |
| Num                                  | Coureur                | Pos               |
| 221                                  | Cesare Benedetti (ITA) | AB                |
| 222                                  | Emanuel Buchmann (GER) | 87e               |
| 223                                  | Bartosz Huzarski (POL) | AB                |
| 224                                  | Patrick Konrad (AUT)   | 54e               |
| 225                                  | José Mendes (POR)      | 23e               |
| 226                                  | Dominik Nerz (GER)     | 48e               |
| 228                                  | Paul Voss (GER)        | AB                |
| 230                                  | Björn Thurau (GER)     | 98e               |
| Directeur sportif : Enrico Poitschke |                        |                   |

| Roompot Oranje Peloton ROP          | Roompot Oranje Peloton ROP | Roompot Oranje Peloton ROP |
| ----------------------------------- | -------------------------- | -------------------------- |
| Num                                 | Coureur                    | Pos                        |
| 231                                 | Marc de Maar (NED)         | AB                         |
| 232                                 | Huub Duyn (NED)            | 45e                        |
| 233                                 | Reinier Honig (NED)        | AB                         |
| 234                                 | Johnny Hoogerland (NED)    | 89e                        |
| 236                                 | Maurits Lammertink (NED)   | 49e                        |
| 237                                 | Mike Terpstra (NED)        | 86e                        |
| 238                                 | Sjoerd van Ginneken (NED)  | AB                         |
| 239                                 | Jesper Asselman (NED)      | AB                         |
| Directeur sportif : Michael Boogerd |                            |                            |

| Cult Energy CLT                    | Cult Energy CLT               | Cult Energy CLT |
| ---------------------------------- | ----------------------------- | --------------- |
| Num                                | Coureur                       | Pos             |
| 242                                | Rasmus Guldhammer (DEN)       | 88e             |
| 243                                | Alex Kirsch (LUX)             | AB              |
| 244                                | Romain Lemarchand (FRA)       | AB              |
| 245                                | Christian Mager (GER)         | AB              |
| 246                                | Martin Mortensen (DEN)        | AB              |
| 247                                | Michael Reihs (DEN)           | AB              |
| 248                                | Fabian Wegmann (GER)          | AB              |
| 249                                | Rasmus Christian Quaade (DEN) | AB              |
| Directeur sportif : Michael Skelde |                               |                 |